# Ecphylopsis swezeyi
Ecphylopsis swezeyi är en stekelart som beskrevs av John Wyman Beardsley 1961. 
Ecphylopsis swezeyi ingår i släktet Ecphylopsis och familjen bracksteklar. Inga underarter finns listade i Catalogue of Life.